# Olib (naselje)
Olib je naselje z manjšim pristanom na Severno Dalmatinskem otoku Olibu (Hrvaška).

## Geografija
Naselje leži ob obali prostranega zaliva Luka Olib na zahodni strani otoka. Ob zalivu je lepa peščena plaža. Pod naseljem v dnu zaliva leži pristan, ki ga varuje okoli 80 m dolg valobran, na katerega je pred koncem pravokotno postavljen okoli 40 m dolg pomol. Na koncu valobrana stoji svetilnik, ki oddaja svetlobni signal: BR Bl 3s. Koti pod katerimi se vidi rdeča, oziroma rdeča luč, ki jo oddaja svetilni so razvidni iz pomorske karte. Nazivni domet svetilnika je 4 milje. Plovila se lahko vežejo na obeh straneh pomola in valobrana, na katerem pristaja redna ladijska linija. Globina morja v pristanu je 2 do 4 m. Za pomolom je nekaj »mooringov« brez priključkov za elektriko in vodo. Pristan je varen pred vsemi vetrovi, razen pred tistimi, ki pihajo s severovzhodne smeri, takrat pristan tudi ni varen.

## Prebivalstvo
V edinem otoškem naselju stalno živi 120 prebivalcev (popis 2001).
| Pregled števila prebivalcev po letih | Pregled števila prebivalcev po letih | Pregled števila prebivalcev po letih | Pregled števila prebivalcev po letih | Pregled števila prebivalcev po letih | Pregled števila prebivalcev po letih | Pregled števila prebivalcev po letih | Pregled števila prebivalcev po letih | Pregled števila prebivalcev po letih | Pregled števila prebivalcev po letih | Pregled števila prebivalcev po letih | Pregled števila prebivalcev po letih | Pregled števila prebivalcev po letih | Pregled števila prebivalcev po letih | Pregled števila prebivalcev po letih |
| ------------------------------------ | ------------------------------------ | ------------------------------------ | ------------------------------------ | ------------------------------------ | ------------------------------------ | ------------------------------------ | ------------------------------------ | ------------------------------------ | ------------------------------------ | ------------------------------------ | ------------------------------------ | ------------------------------------ | ------------------------------------ | ------------------------------------ |
| 1857                                 | 1869                                 | 1880                                 | 1890                                 | 1900                                 | 1910                                 | 1921                                 | 1931                                 | 1948                                 | 1953                                 | 1961                                 | 1971                                 | 1981                                 | 1991                                 | 2001                                 |
| 1195                                 | 1297                                 | 1256                                 | 1371                                 | 1495                                 | 1331                                 | 1331                                 | 1128                                 | 914                                  | 805                                  | 585                                  | 569                                  | 226                                  | 714                                  | 147                                  |

## Gospodarstvo
Domačini se poleg turizma ukvarjajo še s poljedelstvom in ovčarstvom. Tu prideljujejo vino, oljčno olje in ovčji sir. V naselju je možnen najem tutističnih sob in apartmajev.

## Zgodovina
Naselje se v starih listinah prvič omenja v 10. stoletju. V vasi stoji župnijska cerkev postavljena 1632 in leta 1868 prenovljena. Znamenitost cerkve je, da hrani dvajset glagolijaških napisov, napisanih v razdobju od 16. do 19. stoletja. Na robu naselja stoji obrambni stolp Kaštel iz 18. stoletja.